# Wurmbergseilbahn
| Wurmbergseilbahn           | Wurmbergseilbahn                                                |
| -------------------------- | --------------------------------------------------------------- |
| Talstation der Seilbahn    |                                                                 |
| Lage:                      | Braunlage ↔ Wurmberg Landkreis Goslar Niedersachsen Deutschland |
| Gebirge:                   | Harz (Oberharz)                                                 |
| Hintergrund                |                                                                 |
| Eigentümer:                | Wurmbergseilbahn GmbH & Co. KG                                  |
| Ursprüngliche Eröffnungen: | 16. Februar 1963 (oberer Teil) 1. Juli 1967 (unterer Teil)      |
| Originalbau von Firma:     | Von Roll (CH)                                                   |
| Modernisierung:            | 1980–1982                                                       |
| Neubau:                    | 2000–2001                                                       |
| Neubau von Firma:          | Doppelmayr (A)                                                  |
| Kabinen von Firma:         | Swoboda (Carvatech) (A)                                         |
| Webseite:                  | wurmberg-seilbahn.de                                            |
| Technische Daten           |                                                                 |
| Bauart:                    | 6-MGD                                                           |
| Länge:                     | 2,8 km                                                          |
| Talstation:                | Braunlage (567,5 m ü. NN)                                       |
| Mittelstation:             | Rodelhaus (730 m ü. NN)                                         |
| Bergstation:               | Wurmberg (965 m ü. NN)                                          |
| Höhendifferenz:            | 397,5 m                                                         |
| Panoramakabinen:           | 74 stk. (je 6 Personen)                                         |
| Förderleistung (max.):     | 960 Personen pro Stunde                                         |
| Fahrzeit:                  | 12–15 Minuten                                                   |
| Geschwindigkeit (max.):    | 4 m/s / 14,4 km/h (stufenlos)                                   |
| Förderseildurchmesser:     | 41 mm                                                           |
| Elektroantrieb:            | 560 kW (Bergstation)                                            |
| Anzahl der Stützen:        | 23 stk.                                                         |

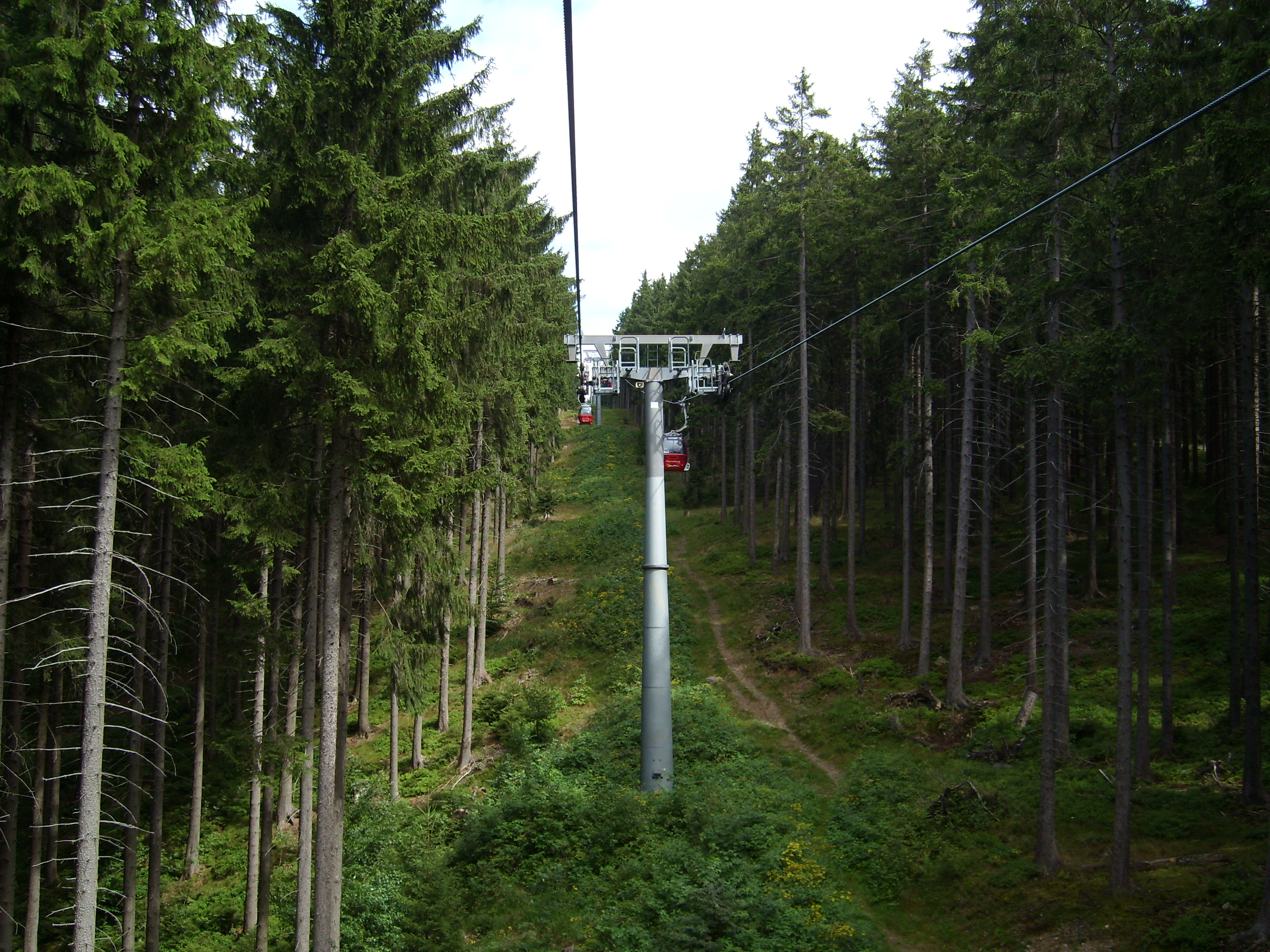
Blick aus einer Gondel

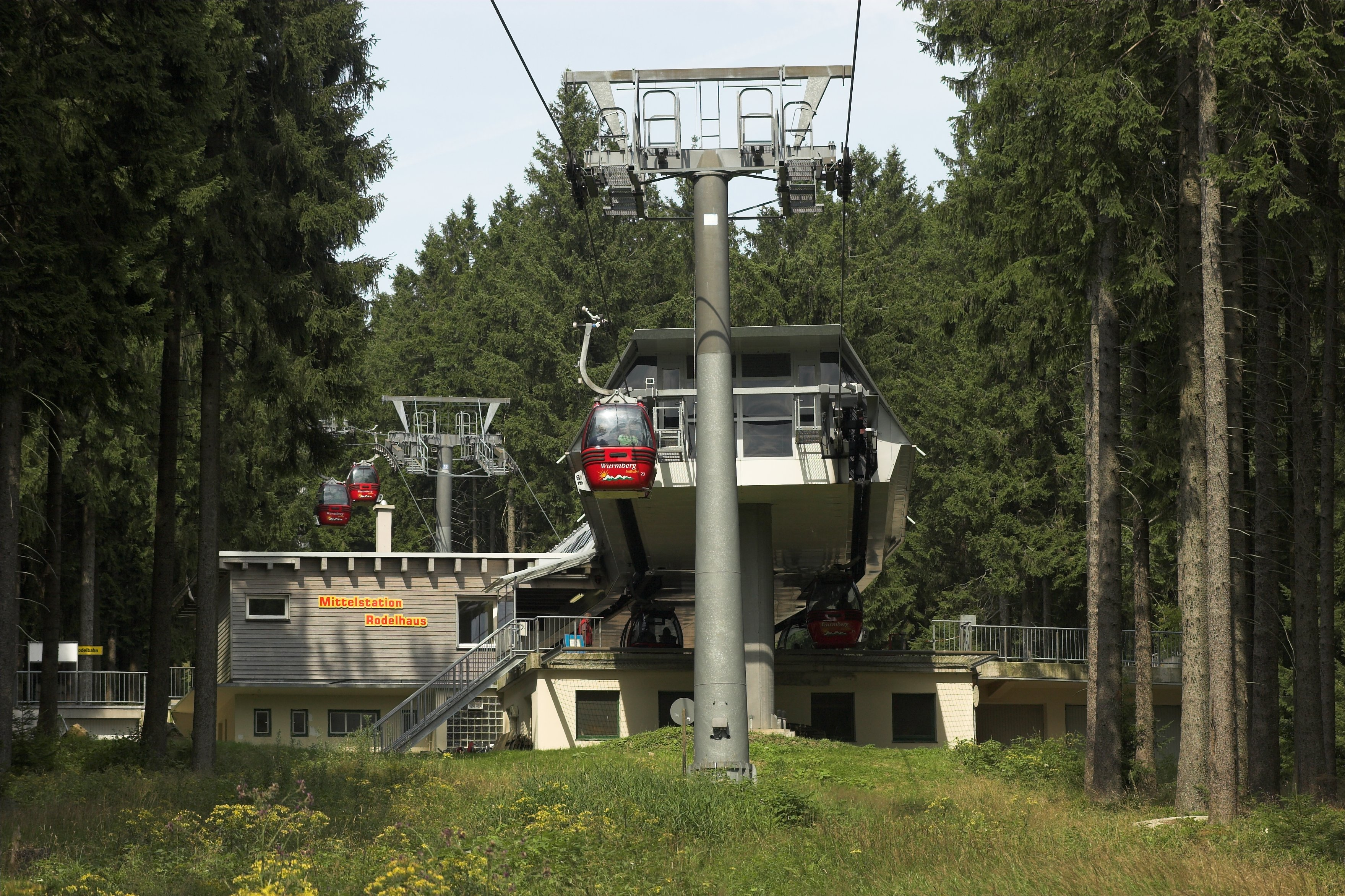
Mittelstation der Seilbahn

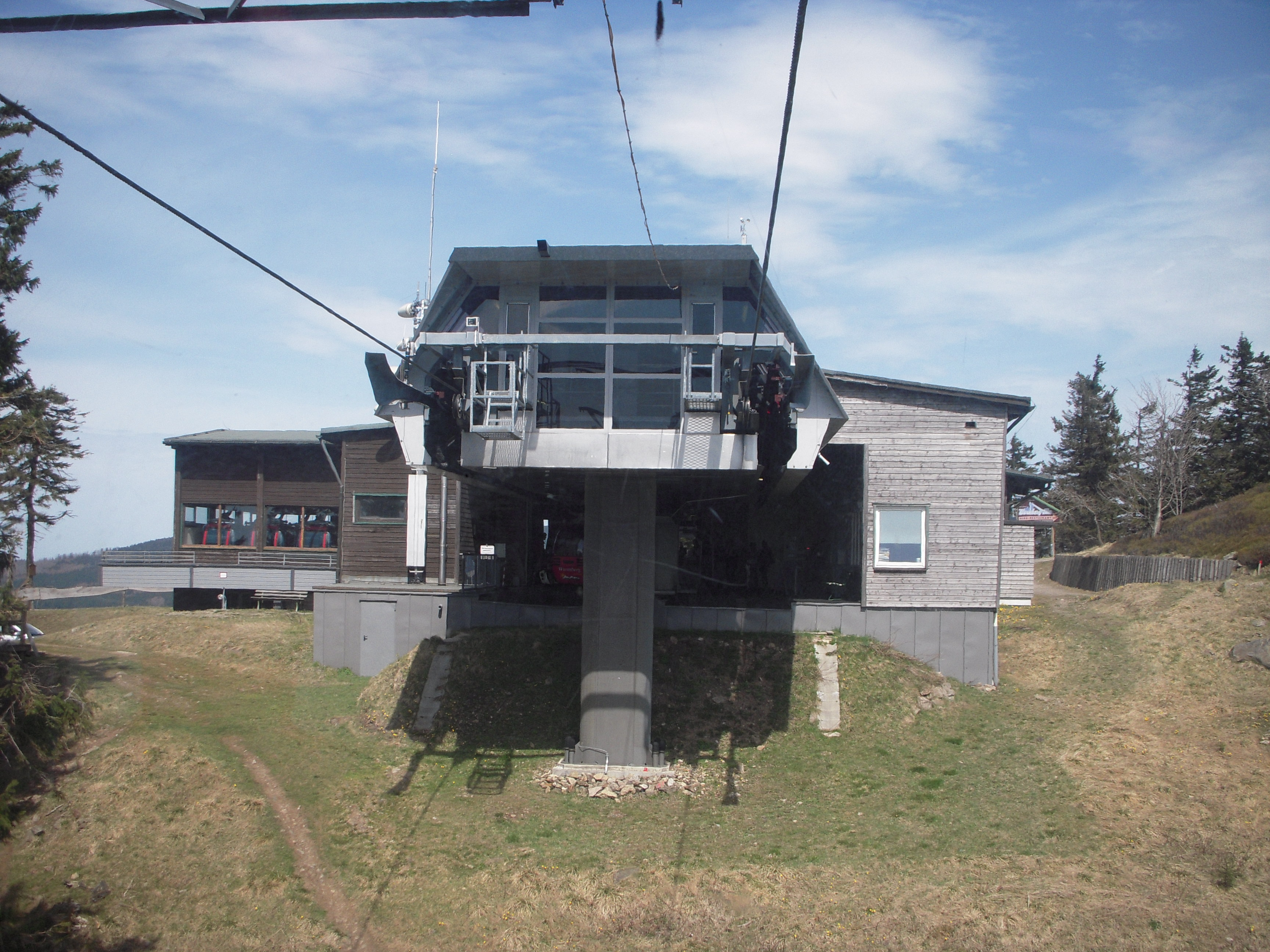
Bergstation der Seilbahn

Die Wurmbergseilbahn, auch Wurmberg-Seilbahn genannt, ist eine ursprünglich 1963 in Betrieb genommene, heute 2,8 km lange Luftseilbahn, die von Braunlage auf den im Mittelgebirge Harz im niedersächsischen Landkreis Goslar gelegenen Wurmberg (971,2 m ü. NN) führt.
Die Gondelbahn (Kleinkabinenbahn) ist die längste Luftseilbahn in Norddeutschland. Im Unterschied zu vielen anderen Seilbahnen hat sie auch eine Mittelstation, die ohne Umsteigen durchfahren werden kann. Die Seilbahn ist ganzjährig geöffnet und dient zum Beispiel Wintersportlern und Wanderern als Aufstiegshilfe.

## Verlauf
Die Seilbahn führt vom Kernort von Braunlage auf der Südflanke des Wurmbergs hinauf zu dessen Gipfel. Ihre Talstation steht auf 567,5 m ü. NN am Nordrand von Braunlage; dort liegt ein großer Parkplatz. Von dort verkehren die Gondeln zur nahe dem Rodelhaus stehenden Mittelstation (früher auch Station Rodelhaus, heute offiziell Mittelstation Rodelhaus genannt) auf etwa 730 m Höhe und dann weiter zur Bergstation, die auf rund 965 m Höhe auf dem kleinen Plateau des Wurmbergs nahe dem Berggipfel steht; der Rückweg erfolgt spiegelbildlich. Somit ergeben sich 397,5 m Höhenunterschied. Nicht nur an der Berg- und Talstation, sondern auch an der Mittelstation ist das Zu- und Aussteigen möglich.

## Geschichte und Technische Daten

### Anfang 1960 bis Herbst 1980
Anfang der 1960er Jahre entstand die Idee zum Bau der Wurmbergseilbahn. Sie wurde in zwei Bauabschnitten errichtet: Ihr oberer Teil, der von der (heutigen) Mittel- zur Bergstation verläuft, wurde durch das Schweizer Unternehmen Von Roll gebaut, am 16. Februar 1963 eröffnet, durch Buspendelverkehr von und nach Braunlage bedient und hatte 41 bunte Gondeln für je zwei Personen. Am 1. Juli 1967 wurde die untere Sektion, die von der Tal- zur Mittelstation führt, eröffnet; der Busverkehr wurde eingestellt. Fortan war es eine Zwei-Sektionen-Seilbahn mit Umstiegszwang, für bis zur Bergstation durchfahrende Fahrgäste, und mit Aus- und Zustiegsmöglichkeit an allen Stationen.
1977 wurde die Bergstation vergrößert, wobei auch Garagen und eine Werkstatt für Pistenfahrzeuge des Wintersportgebiets am Wurmberg integriert wurden.

### Herbst 1980 bis Sommer 2000
Weil die Kapazitätsgrenze der Seilbahn mit ihren damals 142 Kabinen zum Ende der 1970er Jahre erreicht war, wurde sie zwischen Herbst 1980 und Oktober 1982 mit 160 neuen Kabinen inklusive automatischer Türöffnung bestückt. Fortan konnten 600 Personen pro Stunde und Richtung befördert werden.
Weil die Seilbahn besonders in den 1990er Jahren oftmals und in zunehmendem Maß überlastet war, wurde sie im Sommer 2000 abgerissen.

### Seit Sommer 2000 / Januar 2001
Nach dem Seilbahnabriss mit anschließendem Neubau seit Sommer 2000 wurde am 15. Januar 2001 eine neue, vom österreichischen Unternehmen Doppelmayr gebaute Ein-Sektionen-Seilbahn eingeweiht, die unterschiedlichen Angaben zufolge etwa 5,2 oder 5,5 Mio. Euro kostete. Sie erhielt 74 Panoramakabinen der Firma Swoboda (Carvatech) für je 6 Personen; dadurch können 960 Personen pro Stunde und Richtung befördert werden. Sie fährt mit maximal 4 m/s (14,4 km/h) – je nach Einstellung der stufenlosen Geschwindigkeitsregelung – in etwa 12 bis 15 Minuten von der Tal- zur Bergstation. Obwohl die Seilbahn derzeit komplett durchgängig ist, besteht Aus- und Zustiegsmöglichkeit nicht nur an der Tal- und Bergstation, sondern auch an der Mittelstation. Das Förderseil hat 41 mm Durchmesser und zieht die Gondeln per in der Bergstation befindlichem Elektroantrieb mit 560 kW Leistung über die 23 Seilbahnstützen. Während die Gebäude der Tal- und Bergstation, obgleich deren Dachkonstruktionen für die neue Seilbahntechnik angehoben werden mussten, weiterhin in Verwendung sind, wurde die Mittelstation, in die eine Winkeldurchfahrstation mit 14 Grad Ablenkung eingebaut wurde, komplett neu errichtet.

## Aussichtsmöglichkeiten
Aus den Kabinen der Seilbahn kann man während eines Großteils der Fahrt nach Braunlage herunter blicken. Oben angekommen kann man die Aussicht vom Wurmberg oder dem neu erbauten Wurmbergturm über den Harz genießen.

## Freizeit
Die Wurmbergseilbahn ist mit der Tal-, Mittel und Bergstation in das Wintersportgebiet am Wurmberg eingebunden. Dort stehen neben den Skisprungschanzen am Wurmberg zahlreiche Skipisten und eine Snowboardpiste, Loipen und eine Rodelbahn zur Verfügung; neben der Seilbahn gibt es weitere Schlepplifte. Ferner dient die Seilbahn als Zubringer in das Wandergebiet am Wurmberg, auf dessen Rodelbahn in der warmen Jahreszeit auch mit Monsterrollern gefahren werden kann.